# Haplochernes buxtoni
Espèce
Synonymes
- Chelifer buxtoni Kästner, 1927

Haplochernes buxtoni est une espèce de pseudoscorpions de la famille des Chernetidae.

## Distribution
Cette espèce est endémique des Samoa. Elle se rencontre sur Upolu.

## Publication originale
- Kästner, 1927 : Pseudoscorpiones. Insects of Samoa and other Samoan terrestrial Arthropoda. British Museum (Natural History) London, vol. 8, no 1, p. 15-24 (texte intégral).